# Causa a la limeña
 (août 2016).
La causa a la limeña est un plat typique de la cuisine péruvienne d'origine précolombienne. 
Causa viendrait de kausay en quechua qui signifie aliment. Mais il existe une autre hypothèse sur le nom. À l'époque de la vice-royauté, au moment de l'arrivée de José de San Martín, ce plat se vendait dans les rues de Lima et l'argent gagné servait à financer la guerre d’indépendance. Dans ce contexte, le plat a donc pris ce nom de causa.
On le préparait déjà dans l'ancien Pérou avec des pommes de terre jaunes écrasées et mélangées avec du piment. À l'époque de la vice-royauté du Pérou, on y ajouta du citron et il prit sa forme actuelle tant dans sa présentation courante que dans les ingrédients utilisés. La causa se mange surtout sur les côtes péruviennes. 
Ce plat est élaboré avec des pommes de terre jaunes, du citron, du piment, de la laitue, du maïs, du fromage frais, des œufs cuits durs, de l'avocat et des olives noires.
Cette préparation admet diverses variantes, comme la causa fourrée au thon, au poulet, aux fruits de mer ou à d'autres variétés de viandes blanches. Il y a également différents accompagnements comme les tomates, l’avocat, l’oignon, le piment, etc. On sert le plat avec de la mayonnaise.